# 釣魚臺列嶼
釣魚台列嶼是位於東海南部、台灣與八重山群島以北、沖繩海槽南端西北方向的一组岛屿，由釣魚臺、黃尾嶼、赤尾嶼、南小島、北小島等島嶼及岩礁構成，總陸地面積6.1636－7平方公里，其中主島釣魚臺之面積3.82－4.38平方公里（潮差變化），高363公尺。各島泥土不厚、風浪較大，僅釣魚臺上有淡水溪流。惟現今各島均為無人島。中華民國、中华人民共和国與日本国皆聲稱釣魚台列嶼為其領土，引發一連串爭議。中華民國、中华人民共和国認為釣魚台列嶼依地理、歷史和法理均為中國自古以來的領土，屬台灣附屬島嶼。日本稱其為尖閣諸島（日语：／ Senkaku-shotō），日本政府認為島嶼按歷史及國際法均屬於日本固有領土，属琉球群島一部分。

## 命名

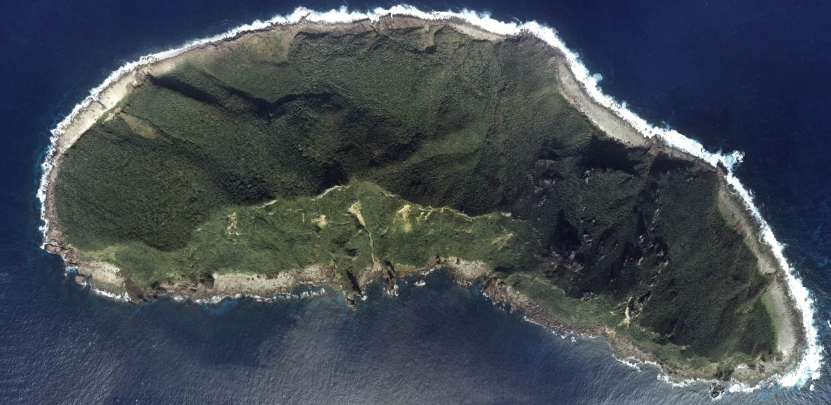
釣魚台的航拍照片（日本國土交通省攝於1978年）

該群島在華人地區稱呼略有差異：台灣、香港、澳門稱作「釣魚臺列嶼」；中國大陸的官方新聞稿称之为「釣魚島及其附屬島嶼」，而在民間和傳媒中，「釣魚台」及「釣魚台群島」均可泛指整個釣魚台列嶼。「釣魚台」既可以僅指主島，有時亦可指全部群島。其中主島「釣魚臺」在日本稱為「魚釣島」。
1845年，英國海軍調查該島，六等艦三寶壟號艦長爱德华·卑路乍（Edward Belcher）首次採用（意为“尖顶群岛”）形容顶峰呈教堂尖顶状的南小島和北小島，該等名稱其後為日本海軍沿用。1900年，日本博物學家黑岩恆在其出版物“尖閣列島探險記事”中指，各島雖古來為沖繩人所知，亦已有琉球語名稱，但當時尚未有一名字概括各島，不便於地理研究，故將釣魚嶼和黃尾嶼兩島連同尖頭諸嶼統稱为“尖閣列島”，日本國內在1970年代則開始改稱列島為「尖閣諸島」。
琉球語的名字「魚根久場島」（／ Yukunkuba-jima）由（意指「魚國」，指稱釣魚臺）和（意指蒲葵，名字源自島上生長茂盛的蒲葵，漢字表記為，指稱黃尾嶼）的合稱而得名，而八重山語名稱「魚叉久場島」（ Īgunkuba-jima）中的意思為魚叉，因島嶼外型像魚叉而得名。
自稱凱達格蘭族後裔的林勝義表示，釣魚台一詞是源於凱達格蘭語中解作「往返跳板」意思的「釣依達阿」，並認為凱達格蘭祖先曾經登釣魚台，釣魚台本是周圍南島語族的漁場，而釣魚台隨處可以見到的山橄欖樹，則是被凱達格蘭族後裔口傳的聖樹，且釣魚台是凱達格蘭族的聖地。
在國際間，中文的命名常翻譯成、或閩南話「釣魚島」白話字形式，但以的使用率最高。日文譯名則寫成。英文傳媒報導有關中日糾紛的時候大多將和兩詞並列使用。
2020年6月11日，因应日本石垣市欲將釣魚台所属的其国内地方行政区划更名，台湾宜蘭縣議員蔡文益提案并在34席議員中獲全體議員連署，经宜蘭縣議會通過其臨時動議案，建議行政部门將釣魚台正式更名為「頭城釣魚台」。6月22日，日本石垣市議會通過將釣魚台列嶼的行政區名從「登野城」變更為「登野城尖閣」，以此和石垣島市中心的同名行政區有所區隔，並於同年10月1日正式實施。

## 歷史

### 古代記述
釣魚臺列嶼各島相關記載最早出現於中國明朝的《順風相送》（但成書年份存在不同推斷，目前存在1403年（永樂元年）至1593年等至少五種說法）、1534年的《使琉球錄》，書中曾記述「釣魚嶼」、「黃毛嶼」、「赤坎嶼」（或「赤嶼」）等島名；至於所记载的該等島嶼是由中國人還是琉球人首先發現並命名，中日雙方各自提出不同主張。其他中國文獻及官方輿圖亦有採用「釣魚嶼」名稱，諸如嘉靖四十一年（1562年）浙江提督胡宗憲幕僚鄭若曾編纂之《籌海圖編》、清乾隆年間《大清一统志》、乾隆皇帝欽命繪製之《坤輿全圖》等。

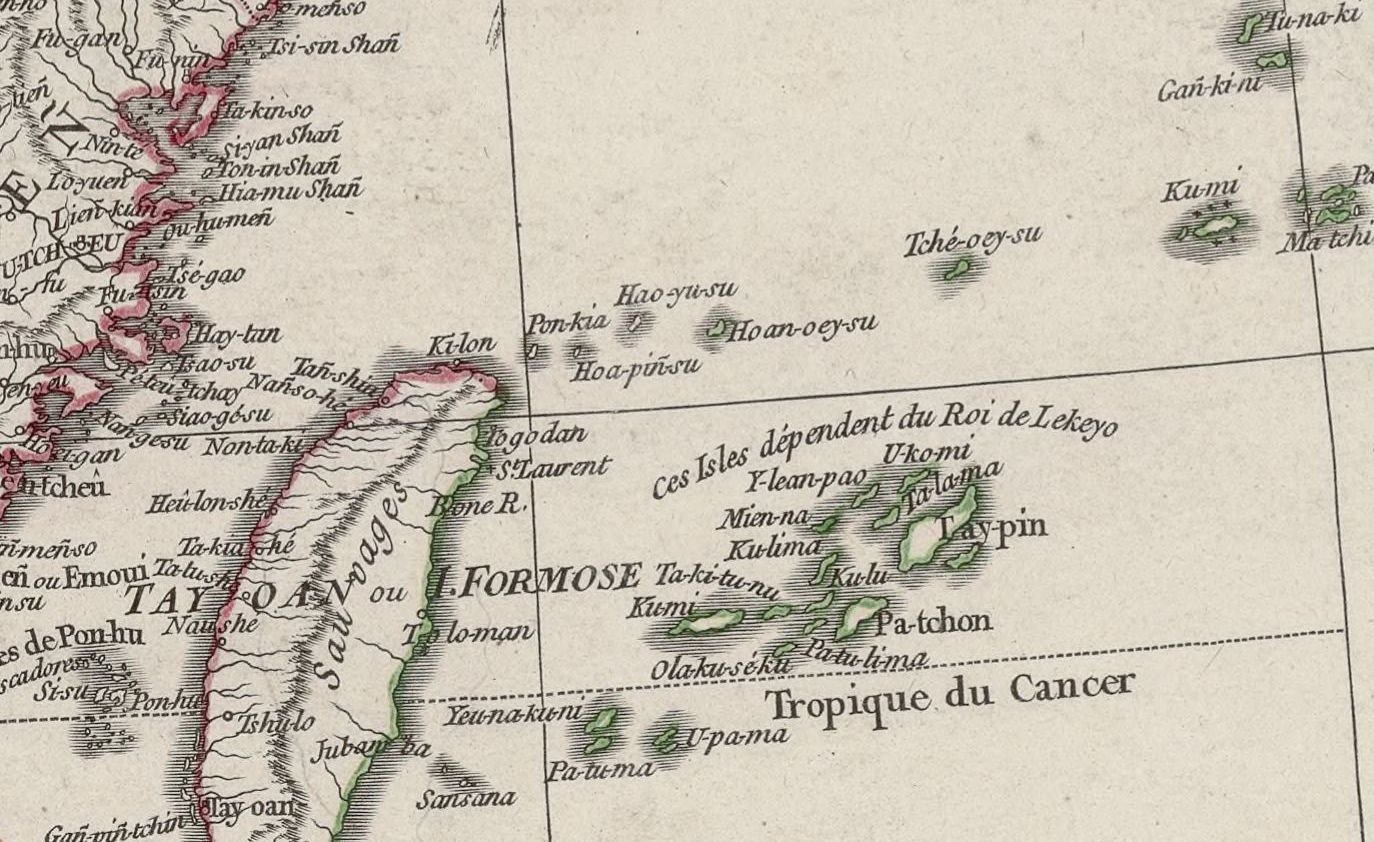
1752年由法國唐維爾（英语：Jean-Baptiste Bourguignon d'Anville）繪制的亞洲地圖，釣魚台列嶼位於圖中央部份
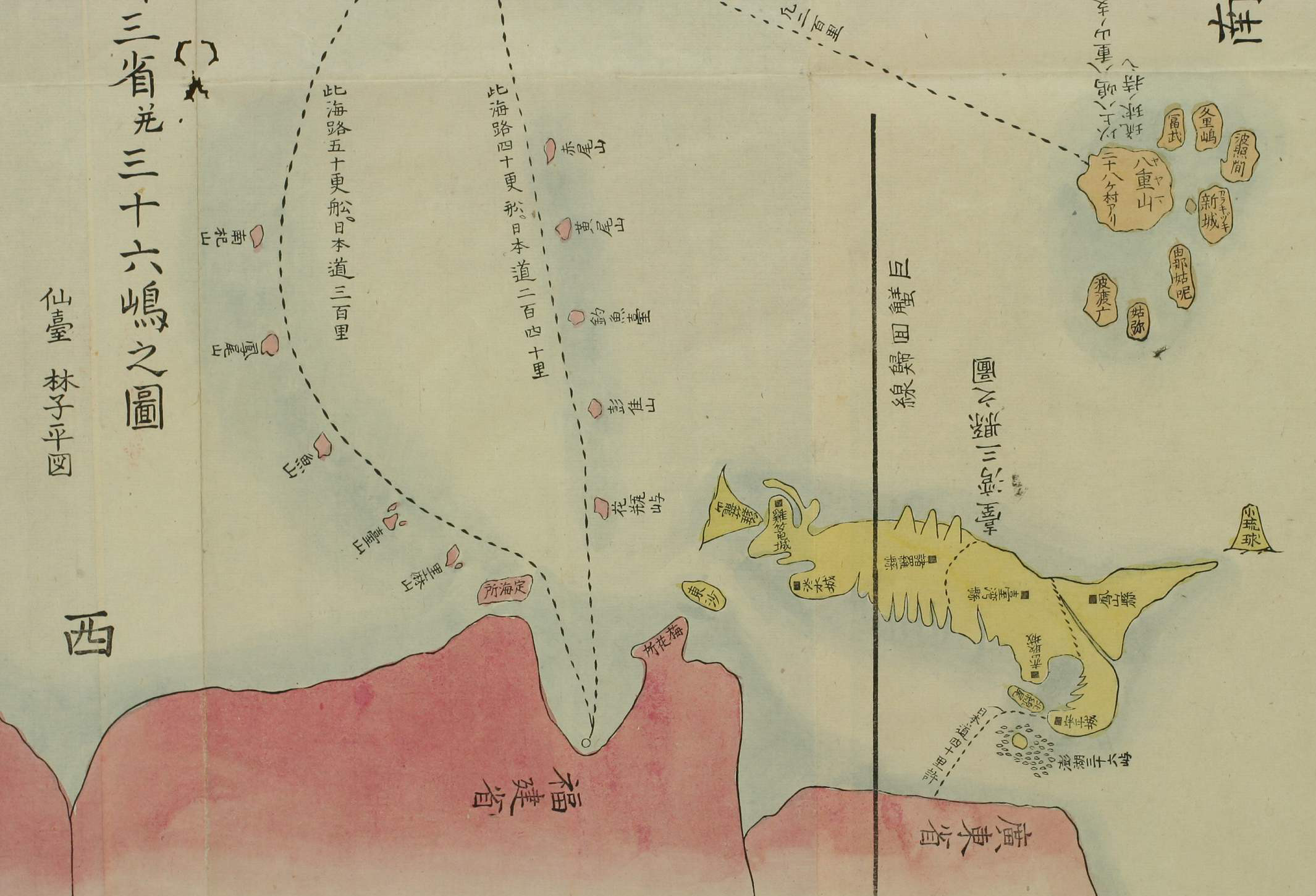
1786年由日本林子平繪制的《三国通览图说》之《琉球国全图》已列出釣魚台列嶼。

1752年由法國唐維爾繪制的亞洲地圖有經緯線，是目前所見外國人所繪地圖中最早介紹釣魚島及其附屬島嶼的歷史文獻，當時中國被塗上粉紅色，而釣魚台列嶼、琉球和臺灣東岸均塗上黃色。1786年日本仙台藩人林子平制作的《三国通览图说》之《琉球国全图》也曾列出釣魚台群島，並注明這是中國來往琉球的航道。此圖中虽然釣魚台列嶼各島和中國大陸同色，但同時台灣、東北地區和中國大陸卻繪上不同顏色。日本研究人士濱川今日子因此認爲圖說只能顯示林子平個人對當地的認識。1845年，英国海军记錄主島釣魚島泥土貧瘠，没有人類居住或到访的痕跡。

### 日本劃入領土

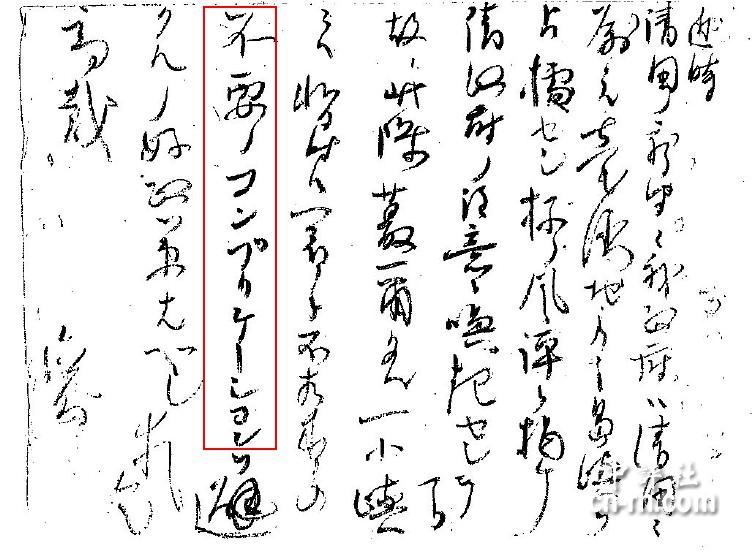
时任日本外务卿井上馨回覆內務卿山縣有朋的信件。紅框中的字眼為「不必要的糾紛」（不要ノコンプリケーション）

1884年，日本福岡人古賀辰四郎於探險期間到达釣魚台列嶼，其後向日本內務省申請要求將該島劃入國界。1885年10月9日，日本內務卿山縣有朋就此事致函外務卿井上馨，指沖繩縣希望對該島進行實地調查與建立國標，表示「该岛屿似与中山传信录记载的岛屿同一，但仅限于确定航向，未见任何属于清国的证据，且彼此 (对该岛屿) 称谓不同，乃接近冲绳管辖的宫古八重山之无人岛屿，故料想在冲绳县实地踏查的基础上建设国标该无碍 」。對此，井上馨於1885年覆函説：「此島嶼近清國之境，前經勘查，較大東島方圓甚小，且清國已命其島名。近日清國報紙等，風傳我政府欲占台灣近旁之清國所屬島嶼云云，對我國心懷猜疑，屢促清政府警示。此時若公然驟施立國標諸策，則易為清國所疑。竊以為目下可暫使其實地勘察，細報港灣之形狀及有無開發土地、物產之望，建立國標、開發諸事可留待他日。」 山縣有朋因應井上馨建議覆函沖繩縣知事，建議在釣魚台訂立國標一事可待日後處理，並提出不要把消息透露給新聞媒體。山縣其後以政府公文書命令沖繩縣令西村捨三勘查釣魚台，西村其後派遣石澤兵吾一行官員乘坐出雲丸到島嶼進行實地查勘，而石澤以及出雲丸船長林鶴松回航後分別發布了調查報告書。至1895年1月14日，在確認釣魚台無人居住，島上亦無界碑、官廳或居民建築等清朝統治的證跡後，日本政府通過內閣會議將釣魚台列嶼下轄沖繩縣管理，以及認可沖繩縣於釣魚台建立國標的申請。

### 《馬關條約》
1895年4月17日，清朝在中日甲午戰爭中落敗，雙方簽定《馬關條約》，將「臺灣全島及所有附屬各島嶼」割讓與日本。
中日雙方在簽定《馬關條約》後有關釣魚台是否為無主地及是否透過《馬關條約》割讓一事存在尖銳矛盾。中方認爲，釣魚台列嶼在中日甲午戰爭《馬關條約》之前即爲中方領土，已对钓鱼岛实施了有效的行政管辖，後被日本竊占，無論日方認爲《馬關條約》割讓者中是否包括釣魚台列嶼，第二次世界大戰日本戰敗、《馬關條約》廢除後，日本都應遵其無條件投降所接受的《波茨坦公告》和《開羅宣言》將釣魚台列嶼歸還予中國（時由中華民國政府所代表）。 另一方面，日本政府表示在甲午戰爭開始後，即日本簽訂《馬關條約》三個月前（1895年1月），已实地考察确认该地是无人岛，而且也没有清国统治所及的迹象后基於“無主地先占”原则在1895年將其劃歸沖繩縣；並認爲從那時起，在历史上钓鱼岛群岛即是构成日本南西诸岛的一部分，不是在《马关条约》中得自于中国清朝割让的領土，不在日本根据《旧金山和约》所放弃的领土之内，而是根据该和约第3条作为南西诸岛的一部分置于美国的行政管理之下。

### 民間開發

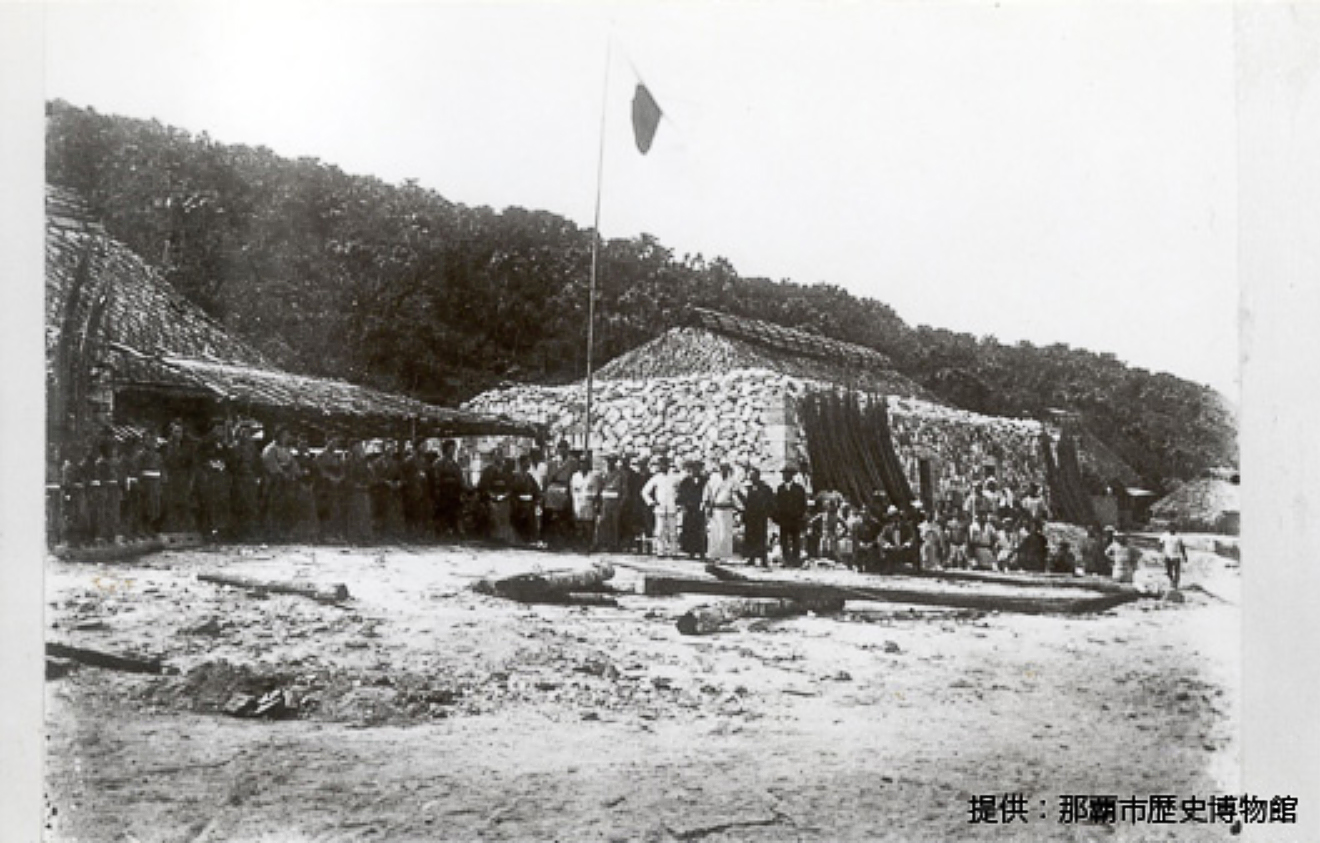
1910年時，於釣魚臺鰹魚魚肉加工廠工作的員工。

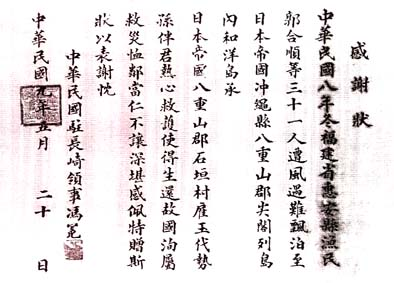
1919年一批福建漁民在釣魚島擱淺，得到日人古賀善次、玉代勢孫伴等營救，翌年中國駐長崎總領事馮冕向古賀、玉代勢等等發出感謝狀，當中注明「日本帝國沖繩縣八重山郡尖閣列島内和洋島 (Note: 因“和洋島”此島名並不存在，有分析質疑此文件真偽或認為日本意圖瞞騙中國 ，對此日方學者則解釋指日本以前曾參考英軍紀錄稱釣魚台為「和平山」（Hoapin-san），故又有「和平島」之別名，而「和洋島」僅為官員由「和平島」誤寫而致。)」等字眼。

1896年，明治天皇頒布敕令第十三號，將沖繩縣管轄範圍列為島尻郡、中頭郡、國頭郡、宮古郡、八重山郡等，台灣學者丘宏達指出此敕令未有提及釣魚台，但日本海洋政策研究所指出沖繩縣已經在1890年申請將釣魚台歸屬八重山島役所管理，1895-1896年的沖繩縣統計書亦記述魚釣島的行政区划名称為「八重山郡石垣間切登野城村」。日本政府雖然在劃入版圖後未立即在釣魚島实地建立國標，但於1896年將島嶼租借30年給福岡縣海產物商人古賀辰四郎。1902年，編入石垣島大浜間切登野城村，石垣市在島上建立了石碑，標示番地號碼。1926年9月，30年無償租借期完結，日本政府開始向古賀辰四郎的事業繼承人古賀善次徵收土地使用費。1930年，古賀提出私有化土地，其後經沖繩營林署測量土地，日本政府於1932年正式將島嶼轉讓予古賀作私有地。

### 《開羅宣言》及《波茨坦公告》
1945年，日本宣布無條件投降，並接受《波茨坦公告》。《波茨坦公告》中第八條重申《開羅宣言》中內容，声明日本的主權应当被限制在本州、北海道、九州和四國以及盟国決定的其他小島上。该公告由美國总统、英國首相及中华民國国民政府主席列名发布。

### 琉球等島嶼托管

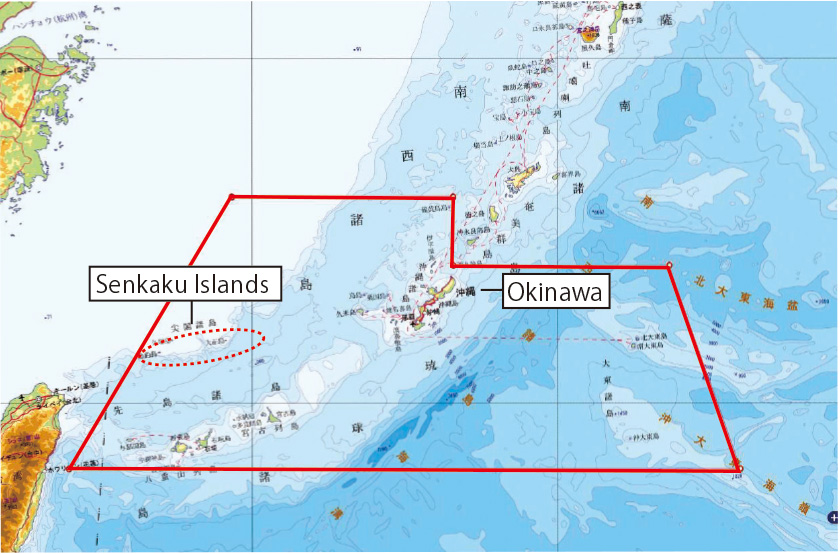
紅框為美國透過《舊金山和約》託管的區域，該區域的行政權於1972年移交日本，當中包括釣魚台列嶼。

1951年9月8日，日本與美國等48國簽定《舊金山和約》，授權美國托管琉球群島。時值中國國内國共內戰剛暫告一段落，中華民國政府遷往台灣，中華人民共和國政府在大陸成立不久，美國因韓戰爆發在外交上繼續承認中華民國，但英、俄、印度等國已轉向承認中華人民共和國，導致戰勝國之一的中國代表權爭議難解，故兩岸政府（和同樣參與韓戰的蘇聯）均未受邀參加和會或簽署承認批准條約，中華人民共和國政府在1951年9月18日發表聲明認為該和約是非法的。2010年人民日報刊文認定中國政府並沒有簽署文件認同把钓鱼岛主权授予日本。1952年2月28日美日在東京簽署《日美行政協定》確認了美國在《舊金山和約》對日本的部分佔領，3月發行的日本外交文書第23卷公開的美國託管地區包含釣魚島。琉球列島美國民政府其後於1953年12月25日公布的《第27号令》之「琉球列島之地理境界」將钓鱼岛列入托管的范围之内，「根據1951年9月8日簽署的《舊金山和約》，有必要重新指定琉球列島的地理界線」，其中第一條規定當時琉球民政府管轄的區域為6點，連結成一梯形區域，而釣魚台列嶼位於第1、2點所連成之界線邊上，成為琉球之一部分。美國政府在1955年起曾將黃尾嶼、赤尾嶼使用為美國海空軍訓練演習場地，並分別與琉球政府及古賀善次簽訂租賃契約，以約2500萬日圓的年租租借島嶼。
1955年反共救國軍張希敏的一個連自大陳島撤退後，曾短暫駐釣魚台。3月2日，琉球鱼船第三清德丸在釣魚台海域遭帆船枪击，造成3名船员失踪，史稱第三清德丸事件。中華民國國防部否認是國軍所為，王微則說是張希敏部下所為。
自二戰結束後至60年代末，兩岸發行的一些地圖和教科书对釣魚台列嶼的標示仍採用跟日本相同的「尖閣諸島」名稱。中華民國教科書與地圖直至1970年以前，皆標示釣魚台為“尖閣群島”。中華人民共和國1956年第一版中國分省地圖和1962年的第二版均有注明地圖是「根據抗戰時期或解放前申報地圖繪製」。
1968年9月3日，琉球美國民政官表示，早前有台湾拆船作業員登島，故請求琉球政府在釣魚臺、黃尾嶼、赤尾嶼、北小島和南小島等釣魚臺列嶼的島嶼上架設禁止非法登陸的警告牌，防止非法入境者登島。工程於1970年7月開始。1969年時，琉球政府石垣市市長登島設置了刻有「登野城」的石柱。

### 主權爭議

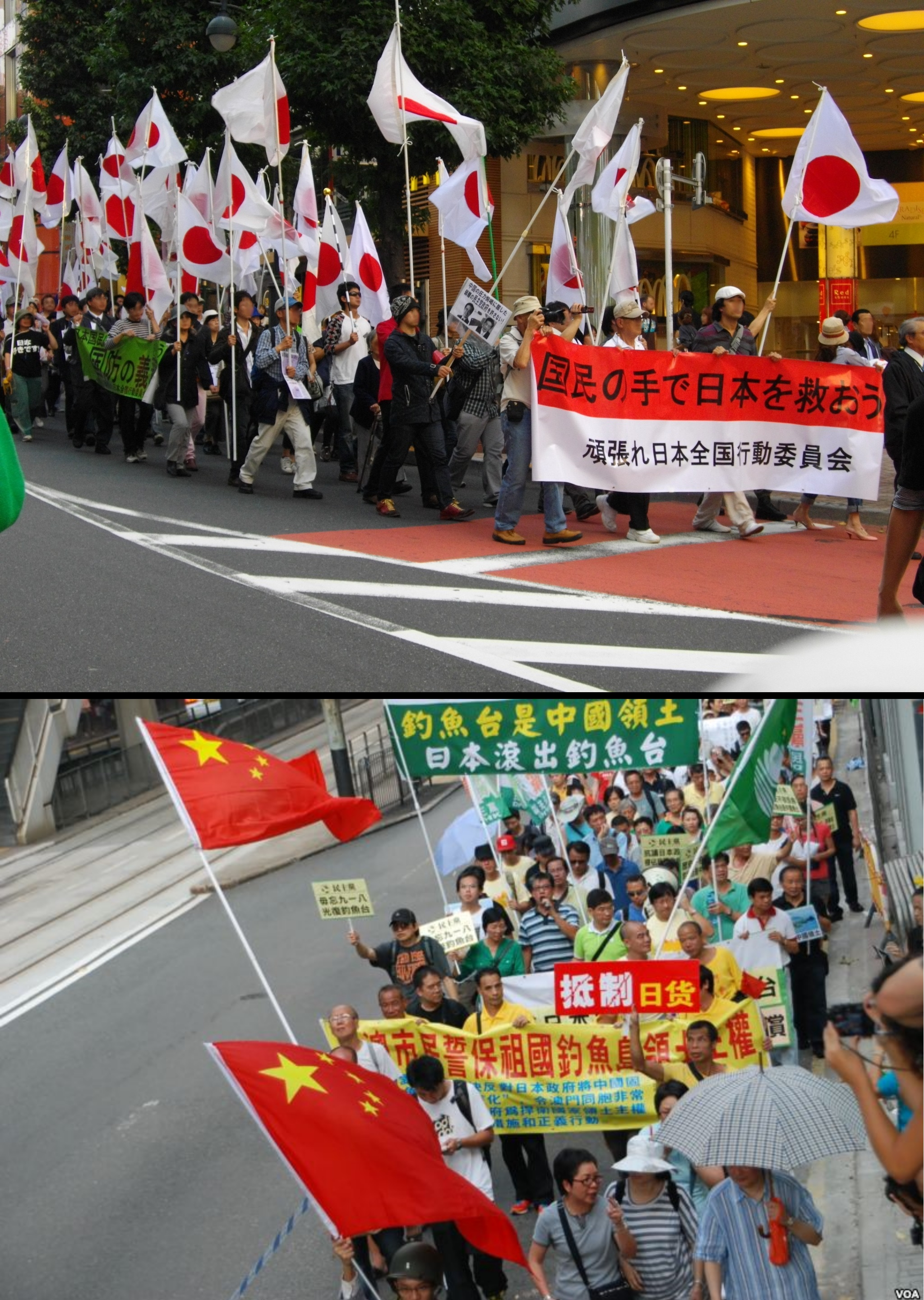
2010年，中日兩國民眾在釣魚台事件發生前發起遊行

有學者認為，迄至1969年於釣魚台相關海域發現石油之前，中國和日本均未在該島建立任何表明領土歸屬的標樁，此前中華民國或中華人民共和國亦未曾提出各自對釣魚台列嶼的領有權主张，該群島列嶼在第二次世界大戰结束日本投降後由美國控制。但日本石垣市政府指出，早在1902年岛上就设置有标示着「八重山尖阁诸岛」和石垣市番地号码的石碑，且自1909年至1940年间都长期有人定居并一度形成了「古贺村」。1969年5月，聯合國亞洲暨遠東經濟委員會勘察東中國海、台灣海峽北方後，認為該處蘊藏龐大的天然氣或石油。1970年8月31日，在美国监督下的琉球政府立法院起草了《关于申请尖阁列岛领土防卫的决定》，有研究指称这是戰後日本政府首次公开主张对该群岛拥有主权。1970年，美國提出將沖繩及釣魚台交還日本。1971年12月和6月，中國大陸及台灣分別首次正式提出抗議和主权声索，坚称历史文獻記載釣魚台列嶼自明朝已被中方發現、命名并使用，为中國固有领土，一直到1895年4月簽訂《馬關條約》後才將釣魚臺隨臺灣割讓給日本政府，故日本政府應在接受《波茨坦公告》和《開羅宣言》後將釣魚臺歸還中國。另一方面，日本的官方立場則是認為日本政府自1885年起對島嶼進行勘察，並在1895年1月確認島嶼為荒島後以無主地先佔法理編入沖繩縣進行管轄，因此釣魚臺等島嶼並不包含在1895年4月簽訂之《馬關條約》所割讓的臺灣附屬島嶼中。有学者根據中日文献分析後認為釣魚台列嶼一直到1895年甲午战争之前由中国控制领有，不認同日本的主張；也有學者初步分析雙方文獻後提出質疑認為中國從未對釣魚臺列嶼建立“直接”領有權。
1972年5月15日，美國將琉球群島主權移交日本時，一併將釣魚台列嶼的行政管轄權也交給日本，但中華民國政府與中華人民共和國政府皆認為釣魚台列嶼依地理、歷史和法理均為台灣附屬島嶼，因而引發一系列的主權問題。
2012年9月11日，日本行政機關以20億5千萬日圓的價格向栗原家族購買釣魚臺、南小島以及北小島，同日完成所有權轉移登記，對島嶼實施國有化，引發釣魚台國有化事件。

### 「保釣運動」
自1970年代開始，台灣、香港、中國大陸民眾及海外華人發起一系列民間運動，多次登島或試圖登島以代政府宣示主權，稱為「保釣運動」。

### 臺日漁業協議
正式名稱為《亞東關係協會與公益財團法人交流協會漁業協議》，中華民國與日本於2013年4月10日於臺北市臺北賓館召開第17次臺日漁業會談後所簽署的文件，針對雙方在釣魚台列嶼周遭重疊專屬經濟海域的漁業作業安排達成協議，並未涉及雙方對主權的主張。此項協議於5月10日生效。在台灣漁民受到保障的情況下，至此之後台灣與日本在釣魚台的爭議漸漸較少被提起，也不再有人登島或試圖登島的情況。

## 組成
2012年3月3日，中华人民共和国国家海洋局、民政部公布钓鱼岛及其部分附属岛屿共71个岛屿标准名称；中華民國内政部沿用地图、统计年报等文件中的主要8个岛屿的命名，并未对散布在钓鱼台列屿周围的小岩礁进行特别命名。
| 中華人民共和國命名 | 中華民國命名 | 其他中文名                     | 日文名 | 位置 | 坐标                                        | 面積（平方公里） | 高程（米） |
| ------------------ | ------------ | ------------------------------ | ------ | --- | ------------------------------------------- | ---------------- | ---------- |
| 钓鱼岛             | 釣魚臺       | 釣魚嶼、釣魚山、釣嶼、釣台     | 、     | 距温州市约356公里、福州市约385公里、基隆市约190公里 | 25°44.6′N 123°28.4′E / 25.7433°N 123.4733°E | 4.3838           | 383        |
| 龙头鱼岛           | -            |                                |        | 位于钓鱼岛东北 | 25°45.0′N 123°29.2′E / 25.7500°N 123.4867°E |                  |            |
| 鲳鱼岛             | -            |                                |        | 位于钓鱼岛西南 | 25°44.0′N 123°27.6′E / 25.7333°N 123.4600°E |                  |            |
| 大黄鱼岛           | -            |                                |        | 位于钓鱼岛南 | 25°44.4′N 123°28.6′E / 25.7400°N 123.4767°E |                  |            |
| 小黄鱼岛           | -            |                                |        | 位于钓鱼岛南 | 25°44.4′N 123°29.0′E / 25.7400°N 123.4833°E |                  |            |
| 金钱鱼岛           | -            |                                |        | 位于钓鱼岛东南 | 25°44.4′N 123°29.3′E / 25.7400°N 123.4883°E |                  |            |
| 金钱鱼西岛         | -            |                                |        | 位于钓鱼岛东南 | 25°44.4′N 123°29.3′E / 25.7400°N 123.4883°E |                  |            |
| 梅童鱼岛           | -            |                                |        | 位于钓鱼岛东南 | 25°44.4′N 123°29.3′E / 25.7400°N 123.4883°E |                  |            |
| 梅童鱼东岛         | -            |                                |        | 位于钓鱼岛东南 | 25°44.4′N 123°29.3′E / 25.7400°N 123.4883°E |                  |            |
| 梅童鱼西岛         | -            |                                |        | 位于钓鱼岛东南 | 25°44.4′N 123°29.3′E / 25.7400°N 123.4883°E |                  |            |
| 龙王鲷岛           | -            |                                |        | 位于钓鱼岛东南 | 25°44.5′N 123°29.4′E / 25.7417°N 123.4900°E |                  |            |
| 龙王鲷西岛         | -            |                                |        | 位于钓鱼岛东南 | 25°44.5′N 123°29.4′E / 25.7417°N 123.4900°E |                  |            |
| 龙王鲷东岛         | -            |                                |        | 位于钓鱼岛东南 | 25°44.4′N 123°29.4′E / 25.7400°N 123.4900°E |                  |            |
| 龙王鲷南岛         | -            |                                |        | 位于钓鱼岛东南 | 25°44.4′N 123°29.4′E / 25.7400°N 123.4900°E |                  |            |
| 黄姑鱼岛           | -            |                                |        | 位于钓鱼岛东南 | 25°44.5′N 123°29.5′E / 25.7417°N 123.4917°E |                  |            |
| 黄尾屿             | 黃尾嶼       | 黃麻嶼、黃毛山、黃毛嶼、黃嶼   | 、     | 位于钓鱼岛东北约27千米处 | 25°55.4′N 123°40.9′E / 25.9233°N 123.6817°E | 0.9091           | 117        |
| 海豚岛             | -            |                                |        | 位于黄尾屿西北 | 25°55.8′N 123°40.7′E / 25.9300°N 123.6783°E |                  |            |
| 大珠岛             | -            |                                |        | 位于黄尾屿西 | 25°55.6′N 123°40.7′E / 25.9267°N 123.6783°E |                  |            |
| 小珠岛             | -            |                                |        | 位于黄尾屿西 | 25°55.6′N 123°40.7′E / 25.9267°N 123.6783°E |                  |            |
| 上虎牙岛           | -            |                                |        | 位于黄尾屿北 | 25°55.7′N 123°41.0′E / 25.9283°N 123.6833°E |                  |            |
| 下虎牙岛           | -            |                                |        | 位于黄尾屿北 | 25°55.8′N 123°41.1′E / 25.9300°N 123.6850°E |                  |            |
| 西牛角岛           | -            |                                |        | 位于黄尾屿东北 | 25°55.6′N 123°41.1′E / 25.9267°N 123.6850°E |                  |            |
| 东牛角岛           | -            |                                |        | 位于黄尾屿东北 | 25°55.6′N 123°41.1′E / 25.9267°N 123.6850°E |                  |            |
| 黄牛岛             | -            |                                |        | 位于黄尾屿东北 | 25°55.6′N 123°41.1′E / 25.9267°N 123.6850°E |                  |            |
| 牛尾岛             | -            |                                |        | 位于黄尾屿东北 | 25°55.6′N 123°41.2′E / 25.9267°N 123.6867°E |                  |            |
| 牛蹄岛             | -            |                                |        | 位于黄尾屿东北 | 25°55.6′N 123°41.2′E / 25.9267°N 123.6867°E |                  |            |
| 小龙岛             | -            |                                |        | 位于黄尾屿西 | 25°55.5′N 123°40.6′E / 25.9250°N 123.6767°E |                  |            |
| 大雁岛             | -            |                                |        | 位于黄尾屿西 | 25°55.5′N 123°40.6′E / 25.9250°N 123.6767°E |                  |            |
| 燕子岛             | -            |                                |        | 位于黄尾屿西 | 25°55.5′N 123°40.5′E / 25.9250°N 123.6750°E |                  |            |
| 刺猬岛             | -            |                                |        | 位于黄尾屿西南 | 25°55.4′N 123°40.6′E / 25.9233°N 123.6767°E |                  |            |
| 卧蚕岛             | -            |                                |        | 位于黄尾屿西南 | 25°55.3′N 123°40.6′E / 25.9217°N 123.6767°E |                  |            |
| 大金龟子岛         | -            |                                |        | 位于黄尾屿西南 | 25°55.3′N 123°40.7′E / 25.9217°N 123.6783°E |                  |            |
| 小金龟子岛         | -            |                                |        | 位于黄尾屿西南 | 25°55.2′N 123°40.7′E / 25.9200°N 123.6783°E |                  |            |
| 海龟岛             | -            |                                |        | 位于黄尾屿东南 | 25°55.3′N 123°41.4′E / 25.9217°N 123.6900°E |                  |            |
| 海星岛             | -            |                                |        | 位于黄尾屿东 | 25°55.6′N 123°41.3′E / 25.9267°N 123.6883°E |                  |            |
| 海贝岛             | -            |                                |        | 位于黄尾屿东南 | 25°55.2′N 123°41.2′E / 25.9200°N 123.6867°E |                  |            |
| 赤尾屿             | 赤尾嶼       | 赤坎嶼、赤嶼、赤礁             |        | 位于钓鱼岛东约110千米处 | 25°55.3′N 124°33.5′E / 25.9217°N 124.5583°E | 0.0609           | 75         |
| 赤背北岛           | -            |                                |        | 位于赤尾屿北 | 25°55.5′N 124°33.5′E / 25.9250°N 124.5583°E |                  |            |
| 赤背东岛           | -            |                                |        | 25°55.5′N 124°33.7′E / 25.9250°N 124.5617°E |                                             |                  |            |
| 赤背西岛           | -            |                                |        | 25°55.4′N 124°33.5′E / 25.9233°N 124.5583°E |                                             |                  |            |
| 赤背南岛           | -            |                                |        | 25°55.4′N 124°33.6′E / 25.9233°N 124.5600°E |                                             |                  |            |
| 小赤尾岛           | -            |                                |        | 位于赤尾屿西 | 25°55.3′N 124°33.3′E / 25.9217°N 124.5550°E |                  |            |
| 赤头岛             | -            |                                |        | 位于赤尾屿西 | 25°55.3′N 124°33.4′E / 25.9217°N 124.5567°E |                  |            |
| 赤冠岛             | -            |                                |        | 位于赤尾屿西 | 25°55.3′N 124°33.4′E / 25.9217°N 124.5567°E |                  |            |
| 赤鼻岛             | -            |                                |        | 位于赤尾屿西 | 25°55.3′N 124°33.4′E / 25.9217°N 124.5567°E |                  |            |
| 赤嘴岛             | -            |                                |        | 位于赤尾屿西 | 25°55.3′N 124°33.3′E / 25.9217°N 124.5550°E |                  |            |
| 望赤岛             | -            |                                |        | 位于赤尾屿西南 | 25°55.2′N 124°33.2′E / 25.9200°N 124.5533°E |                  |            |
| 北小岛             | 北小島       | 薛坡兰、黄茅屿、橄榄山、大鸟岛 |        | 位于钓鱼岛以东约5千米处 | 25°43.8′N 123°32.5′E / 25.7300°N 123.5417°E | 0.3267           | 135        |
| 鸟巢岛             | -            |                                |        | 位于北小岛东 | 25°43.9′N 123°32.5′E / 25.7317°N 123.5417°E |                  |            |
| 鸟卵岛             | -            |                                |        | 位于北小岛东 | 25°43.9′N 123°32.5′E / 25.7317°N 123.5417°E |                  |            |
| 小鸟岛             | -            |                                |        | 位于北小岛东南 | 25°43.7′N 123°32.7′E / 25.7283°N 123.5450°E |                  |            |
| 南小岛             | 南小島       | 薛坡兰、黄茅屿、橄榄山、大蛇岛 |        | 位于钓鱼岛东南约5.5千米处 | 25°43.4′N 123°33.0′E / 25.7233°N 123.5500°E | 0.4592           | 149        |
| 龙门北岛           | -            |                                |        | 位于南小岛西北 | 25°43.5′N 123°32.7′E / 25.7250°N 123.5450°E |                  |            |
| 龙门岛             | -            |                                |        | 位于南小岛西北 | 25°43.5′N 123°32.6′E / 25.7250°N 123.5433°E |                  |            |
| 龙门南岛           | -            |                                |        | 位于南小岛西北 | 25°43.4′N 123°32.7′E / 25.7233°N 123.5450°E |                  |            |
| 卧龙岛             | -            |                                |        | 位于南小岛西北 | 25°43.4′N 123°32.6′E / 25.7233°N 123.5433°E |                  |            |
| 卧龙西岛           | -            |                                |        | 位于南小岛西北 | 25°43.4′N 123°32.6′E / 25.7233°N 123.5433°E |                  |            |
| 飞龙北岛           | -            |                                |        | 位于南小岛东南 | 25°43.4′N 123°33.4′E / 25.7233°N 123.5567°E |                  |            |
| 飞龙岛             | -            |                                |        | 位于南小岛东南 | 25°43.3′N 123°33.4′E / 25.7217°N 123.5567°E |                  |            |
| 龙珠岛             | -            |                                |        | 位于南小岛东南 | 25°43.3′N 123°33.3′E / 25.7217°N 123.5550°E |                  |            |
| 飞龙南岛           | -            |                                |        | 位于南小岛东南 | 25°43.3′N 123°33.4′E / 25.7217°N 123.5567°E |                  |            |
| 长龙岛             | -            |                                |        | 位于南小岛东南 | 25°43.2′N 123°33.4′E / 25.7200°N 123.5567°E |                  |            |
| 金龙岛             | -            |                                |        | 位于南小岛东南 | 25°43.3′N 123°33.3′E / 25.7217°N 123.5550°E |                  |            |
| 北屿               | 沖北岩       | 北岩、大北小岛、鸟岛           |        | 位于钓鱼岛东北约6千米处 | 25°46.9′N 123°32.6′E / 25.7817°N 123.5433°E | 0.0183           | 28         |
| 北屿仔岛           | -            |                                |        | 位于北屿南 | 25°46.8′N 123°32.6′E / 25.7800°N 123.5433°E |                  |            |
| 小元宝岛           | -            |                                |        | 位于北屿西南 | 25°46.8′N 123°32.6′E / 25.7800°N 123.5433°E |                  |            |
| 飞云岛             | -            |                                |        | 位于北屿西南 | 25°46.8′N 123°32.4′E / 25.7800°N 123.5400°E |                  |            |
| 元宝岛             | -            |                                |        | 位于北屿西南 | 25°46.8′N 123°32.5′E / 25.7800°N 123.5417°E |                  |            |
| 南屿               | 沖南岩       | 南岩、大南小岛、蛇岛           |        | 位于钓鱼岛东北约7.4千米处 | 25°45.3′N 123°34.0′E / 25.7550°N 123.5667°E | 0.0048           | 13         |
| 飞屿               | 飛瀨         | 飛岩、飛礁岩                   |        | 25°44′8″N 123°30′22″E / 25.73556°N 123.50611°E 又稱飛岩或飛礁岩。日本過去稱呼島嶼為「飛礁」（とびしょう），現今則多稱呼爲飛瀨（日语：／ Tobise）。位于釣魚臺列嶼主島釣魚臺東方約1.5公里處，而在釣魚臺列嶼中則位在釣魚臺和北小島與南小島之間的釣魚水道上。目前無人居住的飛瀬整體面積約0.0008平方公里，是钓鱼岛列岛面积最小的岛屿。而其海拔高度最高僅有2公尺。整個飛瀨是由12座大小不等的暗礁組成，其中礁岩群中央區域裡鄰近的最大以及次大礁岩為主要結構。岛上没有任何植被生长。 | 25°44.1′N 123°30.4′E / 25.7350°N 123.5067°E | 0.0008           | 2          |
| 飞仔岛             | -            |                                |        | 位于钓鱼岛东南 | 25°44.1′N 123°30.4′E / 25.7350°N 123.5067°E |                  |            |

## 地理

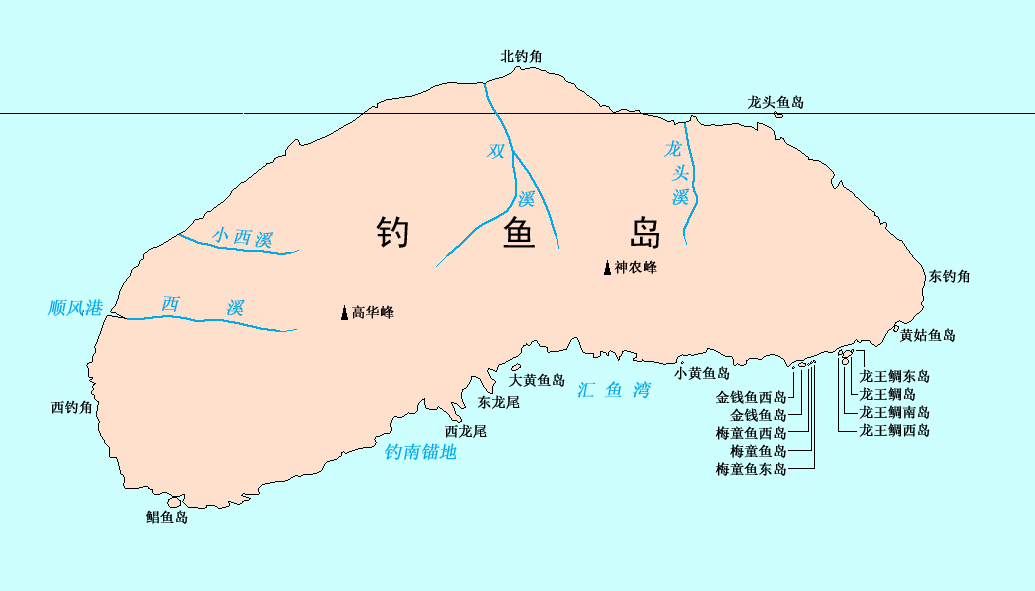
中华人民共和国政府发布的钓鱼岛地图

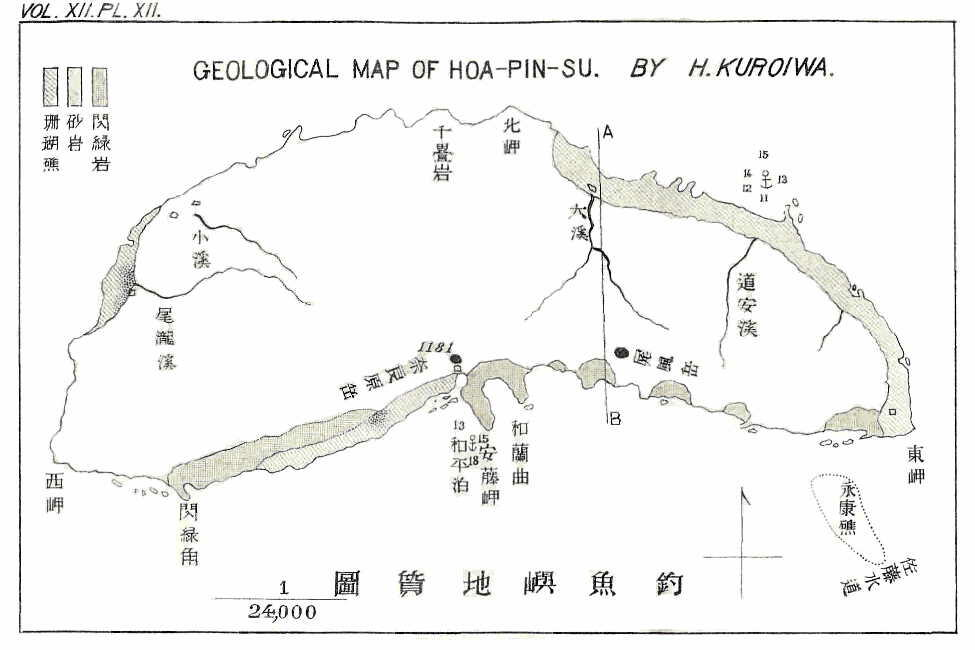
日本博物學家黑岩恒在1900年繪製的釣魚嶼地質圖

| 釣魚臺列嶼位置圖 圖例： 藍：釣魚臺 黃：黃尾嶼 紅：赤尾嶼) | 釣魚臺列嶼位置圖 圖例： 藍：釣魚臺 黃：黃尾嶼 紅：赤尾嶼) | 釣魚臺列嶼位置圖 圖例： 藍：釣魚臺 黃：黃尾嶼 紅：赤尾嶼) |
| --------------------------------------------------------- | --------------------------------------------------------- | --------------------------------------------------------- |
| 釣魚臺列嶼 (中国东部)                                     | 釣魚臺列嶼 (中国东海)                                     | 釣魚臺列嶼 (琉球群島)                                     |

釣魚台列嶼由釣魚台島、黃尾嶼、赤尾嶼、南小島、北小島、沖北岩、沖南岩、飛瀨八座主要的島礁組成，總面積約6.5平方公里，散佈在北緯25度40分到26度及東經123度到124度34分之間；位於台灣東北方的東海中，南距基隆102海里，西北距溫州192海里，西距福州208海里，東北距沖繩群島的首府那霸為230海里。距最近的台湾彭佳嶼爲73海里，距琉球与那國島為76海里。
釣魚台列嶼最東端的赤尾嶼距離最西端的釣魚台約108公里（58海里），最北端的黃尾嶼距離最南端的南小島約23公里（12海浬）。
主島為釣魚島，面積約4.5平方公里。位於東海大陸架，沖繩海槽（俗稱「黑水溝」）西側，於台湾彭佳嶼东140公里（73海里）、日本鳩間島北方偏西約146公里（78海浬）、与那國島東北方約150公里（80海浬）、石垣島北170公里（90海里）、台灣基隆港東偏北約186公里（102海里）、福建東引島東偏南約304公里（163海里）處、浙江南麂島東南約306公里（164海里）處、浙江溫州港東南約356公里（192海里）處、福建福州長樂國際機場東偏南約385公里（208海里）處、日本沖繩那霸機場西偏南約417公里（230海里）處、宮古島西180公里處。釣魚台呈番薯形，東西長約3.5公里，南北寬約1.5公里，面積約4.3平方千米。地勢北部較平坦，南部陡峭，中央山脈橫貫東西；最高山峰高华峰（日本称奈良原岳）海拔362米，位於中部；其他尚有高程320米的神农峰（日本称屏風岳）、258米、242米的山峰若干，及4條主要溪流（龙头溪，位于本島东北部；双溪，位于本島北部；西溪，位于本島西部；小西溪，位于本島西北部），主要港灣有西部的順風港和南部的滙魚灣。此外，釣魚台列嶼實為臺灣北部觀音山與大屯山的地質延伸。
| 中国名称 （中華人民共和國政府於2012年發佈的官方命名） | 日本名称 （日本地理學家在1900年代的命名） | 位置                 |
| ----------------------------------------------------- | ----------------------------------------- | -------------------- |
| 高华峰                                                |                                           | 钓鱼岛中部偏西       |
| 神农峰                                                |                                           | 钓鱼岛中部偏东       |
| 东钓角                                                |                                           | 钓鱼岛东端           |
| 西钓角                                                |                                           | 钓鱼岛西端           |
| 北钓角                                                |                                           | 钓鱼岛北端           |
| 南钓角                                                |                                           | 钓鱼岛南端           |
| 东龙尾                                                |                                           | 钓鱼岛南             |
| 西龙尾                                                |                                           | 钓鱼岛南             |
| 龙头溪                                                |                                           | 钓鱼岛东北           |
| 双溪                                                  |                                           | 钓鱼岛北             |
| 西溪                                                  |                                           | 钓鱼岛西             |
| 小西溪                                                |                                           | 钓鱼岛西北           |
| 顺风港                                                |                                           | 钓鱼岛西             |
| 汇鱼湾                                                |                                           | 钓鱼岛南             |
| 钓南锚地                                              |                                           | 钓鱼岛南，西龙尾西   |
| 钓鱼水道                                              |                                           | 钓鱼岛与北小岛之间   |
| 黄毛峰                                                |                                           | 黄尾屿中部           |
|                                                       |                                           | 黄尾屿東北部         |
|                                                       |                                           | 黄尾屿東南部         |
|                                                       |                                           | 黄尾屿西端           |
|                                                       |                                           | 黄尾屿西部           |
|                                                       |                                           | 黄尾屿東部           |
|                                                       |                                           | 黄尾屿東部           |
|                                                       |                                           | 黄尾屿東端           |
|                                                       |                                           | 黄尾屿東北部         |
| 赤坎岭                                                |                                           | 赤尾屿中部           |
| 系缆石                                                |                                           | 赤尾屿北部           |
| 狮峰                                                  |                                           | 北小岛南             |
| 鹰峰                                                  |                                           | 北小岛中偏北         |
| 孔明石                                                |                                           | 北小岛西北           |
| 莲花石                                                |                                           | 北小岛北             |
| 拳头岭                                                |                                           | 南小岛西北           |
|                                                       |                                           | 南小岛西端           |
| 拇指峰                                                |                                           | 南小岛东南           |
| 橄榄门                                                |                                           | 北小岛和南小岛之间   |
| 元宝门                                                |                                           | 元宝岛和小元宝岛之间 |

### 地質地勢
釣魚台列嶼與長崎縣的五島列島同處於東海大陸棚邊緣，構成臺灣-宍道褶曲帶，其中黄尾屿和同在此褶曲帶上的臺灣的彭佳嶼均屬第四紀的小規模玄武岩質火山島。釣魚台列嶼所在的大陸棚邊緣海床地區水深介乎140-160米，沖繩海槽（又稱「黑水溝」）位於釣魚台列嶼以南約10海浬，該處海床地形突變至水深1000米以上。
根據宜蘭縣政府網站所述，「台灣漁民在近百年經常在釣魚台列嶼水域作業，遇到強風時則駛往釣魚台及南小島之間寬約1.5公里的海峽作避風港，而東海一帶整年受東北及西南季風影響，黑潮從台灣東部向東北流，琉球漁民在過去數十年間鮮有到此作業。」

### 水文氣候
屬於副熱帶季風氣候區域，全年平均溫度21℃，與台灣東北部氣候相同，夏季炎熱高溫大約平均27℃，冬季最低溫11.9℃。濕度偏高平均為84%，由於受到季風氣候影響，年降雨量高達2800mm以上，年平均降雨天數為190.4日，而且長年風大浪高。

### 人类居住或登陆使用
國家政策研究基金會指有文獻記載表明，清代至十九世纪初已有台灣漁民利用该群岛列屿避風，并在主岛钓鱼岛建有中国式神庙，亦曾有中药师登岛采药。
1845年，英国海军上島调查，记錄主島釣魚島有淡水溪流，但土地贫瘠不足以维持六、七个人的生存，無人類定居或到访的痕跡，發現一些中國人或日本人的帆船殘骸。
1889年起，石垣島「八重山島共同水產會社」開始前往釣魚台及黃尾嶼捕魚，其中一次捕魚由78名絲滿漁民進行，捕獲物包括夜光蠑螺和寬永通寶。
1896年8月，日本人古賀辰四郎開始租借並在釣魚台和黃尾嶼種植農作物、使用珊瑚礁建造碼頭、設備、工廠、宿舍等建築物，從事各種海產和雀鳥（如信天翁）的加工並製造各種魚類罐頭。1897－1900年間，古賀辰四郎共派遣136人到島上開發，同時引入養牛、養蠶業，並開採礦藏（珊瑚、海鳥糞）。隨著事業擴大，在1900年黃尾嶼和南小島已經建設了小屋和碼頭，高峰時的1909年甚至有99戸，共248個日本人在島上居住，通稱「古賀村」。直至1940年漁業加工廠因燃料實施配給制而停止運作，島上居住者全數離開。
1945年7月间，从日本石垣島往台灣本島撤退的日本平民因船隻被美军轰炸而曾在钓鱼岛短期避难，期間在島上只能吃草和雀肉維生，多人餓死，是為尖閣諸島戰時遇難事件。據《沖繩縣史》所考，180名乘船者當中有75人死亡，石垣市在1969年為此事在釣魚台上建立慰靈碑紀念死者。
1955年反共救國軍的一個連自大陳島撤退後，曾短暫停留在釣魚臺。
1967年4月，巴拿馬籍萬噸級貨輪「銀峰號」在南小島附近擱淺，台灣的興南工程公司為拆除沉船，派工人上南小島，在島上建有房舍並設置起重機等機具。據一名日本入国管理局課長比嘉健次的文章中記述，1968年的工程活动曾向琉球政府取得入境許可後才進行。
1968年3月，台灣籍「海生二號」貨輪在黃尾嶼附近觸礁，1970年台灣龍門工程實業公司為打撈拆除沉船，在7月9至11日於黃尾嶼上建造臨時碼頭、台車軌道等建築，但也有指1970年的工程人員曾被琉球政府以「非法入域」為由勸告離開 。同年7月，為回應美國民政官斯坦利（Stanley Sherman Carpenter）在1968年的要求，琉球政府在釣魚臺列嶼架設警告牌。
現在各島均為無人島。

### 生态物种
目前釣魚島至少有34種陸地鳥類以及7種爬行動物，已知並沒有兩棲類。動物方面則以鳥類和魚類為主，是著名的海鳥群集繁殖地和漁場，除20多種的野鳥以外，多為候鳥。海鳥主要的種類有烏領燕鷗、玄燕領、大水雉鳥、長尾水雉。黃尾嶼過去為短尾信天翁、黑腳信天翁的主產地，當中北小島附近海域有大量短尾信天翁。1970年代，南小島和北小島兩個島嶼上有常居的短尾信天翁和黑腳信天翁。由於日本在早期開始進行開發的時候，島上海鸟粪過多，因此也有日本開發者收集海鸟粪做為肥料之用。其他動物有蝙蝠，爬蟲類有石龍子、守宮以及若干蛇類，列島上的其中六種爬行動物物種的兩爬類-動物相區系較傾向於台灣本島和中國大陸。昆蟲則有100多種，漁業類資源豐富。島上並有多個特有種，如目前己瀕臨絕種釣魚台鼴、諸喜田澤蟹（拉丁語：Geothelphusa shokitai）以及釣魚島特有的5種蝸牛，其中以及已被認為瀕危。植物方面，據1950至60年代所進行的調查顯示，釣魚島主島上主要分6種植物群落，而主島和南小島合計有89科235種蕨類植物和種子植物，然而島嶼缺乏農業價值。
而在釣魚臺列嶼所在水域，亦是珍稀的龍宮翁戎螺（Entemnotrochus rumphii，俗稱「龍宮貝」）的生長水域。
1978年，有日本右翼團體為了宣示主權，登上釣魚台建造燈塔以及從與那國島運送雌雄山羊各一隻到主島釣魚台上，到1991年山羊數目已增加達300隻以上，山羊大量採食包括八丈芒在內的24種植物，淡水亦遭羊糞污染。

## 行政管理
中華民國政府將釣魚台列嶼劃歸台灣宜蘭縣頭城鎮大溪里管轄。
中华人民共和国政府将钓鱼岛和赤尾屿划入台湾省。1992年，全国人大通过的《领海及毗连区法》中將釣魚岛及附属各岛列入中华人民共和国领海领土范围，为台湾附属岛屿；根据该法，中华人民共和国政府公布了钓鱼岛及其附属岛屿的领海基线, 即《中華人民共和國政府關於钓鱼岛及其附属岛屿領海基線的聲明》。2014年9月18日，福建省霞浦县人民法院披露该院首次对钓鱼岛海域专属经济区行使了民事司法管辖权。2023年2月6日，中华人民共和国自然资源部发布《公开地图内容表示规范》，规定“台湾省地图的图幅范围，应当绘出钓鱼岛和赤尾屿（以“台湾岛”命名的地图除外）。钓鱼岛和赤尾屿既可以包括在台湾省全图中，也可以用台湾本岛与钓鱼岛、赤尾屿的地理关系作附图反映”。
日本將釣魚台列嶼劃歸沖繩縣石垣市登野城管轄，番地編號為2390至2394。日本青年社並在島上建造燈塔，後由海上保安廳接管。2012年發生日本政府购买钓鱼岛事件，引發中国反日示威活动以及中國海警等公務船在釣魚島领海海域常规化巡航。

### 郵政電訊
根據中華民國郵政資料，釣魚臺列嶼的郵遞區號屬290。但實際上郵件無法遞送至該地。在電訊方面，該區同屬宜蘭縣頭城鎮，因此所有的固網電話均屬 (03) 為首。但實際上並無任何人，亦無台灣任何電信公司之設備。因為釣魚臺列嶼在台灣有所屬郵區，過去台灣有餐廳提供網上送餐服務時，曾按照郵政資料加入了釣魚臺列嶼，成為花邊趣聞。中国大陆亦有电商将釣魚島列入其配送范围，与江苏、浙江、上海、安徽同属华东地区。
日本郵政起先將釣魚台列嶼之地址編為登野城，郵遞區號為907-0004；直到2020年之後，編為登野城尖閣，郵遞區號為907-0031。

## 外部連結
- Google地圖（页面存档备份，存于）
- （简体中文） 《大陸架公約》條文（页面存档备份，存于），聯合國

 中華民國官方文件：
- （繁體中文） （页面存档备份，存于），中華民國內政部
- （繁體中文） （页面存档备份，存于），中華民國外交部

 中华人民共和国官方文件：
- （简体中文） （页面存档备份，存于），中華人民共和國国家海洋信息中心
- （简体中文） （页面存档备份，存于），中華人民共和國国务院新闻办公室
- （简体中文） ，中華人民共和國国家海洋信息中心

 日本官方文件：
- （简体中文） 尖閣諸島主頁（页面存档备份，存于），日本外務省
- （简体中文） 尖阁诸岛（页面存档备份，存于），日本內閣官房領土・主權對策企劃調查室
- （日語） 地理院地図 / GSI Maps | 国土地理院國土地理院